# Gary Athans
Gary Wayne Athans (* 12. Juni 1961 in Kelowna, British Columbia) ist ein ehemaliger kanadischer alpiner Skirennläufer.
Athans entstammt einer sportbegeisterten Familie. Sein Vater George Athans war Wasserspringer und Teilnehmer der Olympischen Spiele 1936 und 1948. Seine Mutter war Schwimmerin. Seine Brüder George Jr. und Greg waren als Wasserskifahrer und Freestyle-Skier aktiv. Athans entschied sich für den alpinen Skisport, wo er 1975 Juniorenweltmeister werden konnte. Anschließend war er für acht Jahre im kanadischen Nationalteam vertreten. Dabei nahm er an den Olympischen Winterspielen 1984 in Sarajevo teil. Im Abfahrtslauf belegte er den 26. Platz von insgesamt 61 Teilnehmern. 
Nach dem Ende seiner aktiven Karriere arbeitete Athans als Immobilienmakler und Trainer, unter anderem für Wasserski und alpinen Skisport in Kelowna. 
Athans war 2010 einer der Fackelträger im Fackellauf der Olympischen Winterspiele in Vancouver.